# Gilbert-Marie Le Blanc
Gilbert-Marie Le Blanc, francoski general, * 1882, † 1956.